# Víctor Fatecha
Víctor Abel Fatecha Riveros (Concepción, 10 de marzo de 1988) también conocido como Victor Fatecha y Victor Riveros es un atleta paraguayo que especializa en la prueba de lanzamiento de jabalina. Participó en los Juegos Olímpicos de Pekín 2008. Su mejor marca con la jabalina es 79.03 metros, logrado el 15 de agosto de 2013. Pertenece al Paraguay Marathon Club, afiliado con la Federación Paraguaya de Atletismo. Pertenece a una línea de lanzadores paraguayos como Ramón Jiménez Gaona (disco), Nery Kennedy (jabalina) y Edgar Baumann (jabalina), quienes tuvieron carreras exitosas.

## Trayectoria
El atleta se prepara desde el 2004 con su entrenador Thomas Zuddy. Fue becado por la Secretaría Nacional de Deportes (SND) en Paraguay y recibe un aporte de PYG 3.000.000 por mes.
Fue entrenado por Claudio Zúñiga en 2005.
Compite en la primera fase del Campeonato del Mundo de Atletismo de Mayores de 2007 realizado en Osaka, Japón. Con un lanzamiento de 73.55, no clasificó para la fase final. Rumbo a los Juegos Olímpicos de 2008 en Pékin, China, ambos lanzadores de Paraguay, Fatecha y Leryn Franco, fueron entrenados por Thomas Zuddy. En octubre de 2011, Zuddy de nuevo le entrena a Fatecha y le acompana a los Juegos Panamericanos en Guadalajara, México. En competencia debajo de la Federación Paraguaya de Atletismo, fue representante de la Universidad Autónoma de Asunción. Representa dicho Universidad hasta el 2013 donde compite en el Campeonato Nacional de Atletismo de Paraguay de 2013 de la Victoria, lanzando 74.49m y terminando en primer puesto del evento.
En 2014, Fatecha fue uno de tres lanzadores paraguayos que lanzaron más de 70 metros, incluyendo a Larson Giovanni Díaz Martínez y Fabián Jara. En 2014, representa al Paraguay Marathon Club en el Campeonato Nacional de Atletismo de Paraguay de 2014 de la Victoria. Lanza 75.64 metros y gana el evento.
Fue entrenado por Plinio Penzzi para el Campeonato Sudamericano de Atletismo de Mayores en Lima, Perú, en julio de 2015. En septiembre de 2015, en el Campeonato Nacional de Atletismo de la Victoria, lanza 75.40 y termina segundo en el evento.
En mayo de 2016, fue convocado para representar a Paraguay en el Campeonato Iberoamericano de Atletismo de 2016, junto a Larson Díaz, Ana Camila Pirelli, Fredy Maidana y Christopher Ortiz, entre otros atletas.
Logró su clasificación a los Juegos Odesur de 2018 tras lanzar 71.55m en april.

### Clubes
| Club                             | País     | Año           |
| -------------------------------- | -------- | ------------- |
| Olimpia                          | Paraguay | 2005          |
| Universidad Autónoma de Asunción | Paraguay | –2013         |
| Paraguay Marathon Club           | Paraguay | 2014–presente |

## Campeonatos internacionales
| Año                    | Competencia                                         | Encuentro              | Posición               | Disciplina              | Récord                 |
| Representante Paraguay | Representante Paraguay                              | Representante Paraguay | Representante Paraguay | Representante Paraguay  | Representante Paraguay |
| ---------------------- | --------------------------------------------------- | ---------------------- | ---------------------- | ----------------------- | ---------------------- |
| 2008                   | Juegos Olímpicos de Pekín 2008                      | Pekín                  | 30 (q)                 | Lanzamiento de jabalina | 71.58m                 |
| 2014                   | XVI Campeonato Iberoamericano de Atletismo de 2014  | São Paulo              | 3.º                    | Lanzamiento de jabalina | 74.73m                 |
| 2016                   | XVII Campeonato Iberoamericano de Atletismo de 2016 | Río de Janeiro         | 6.º                    | Lanzamiento de jabalina | 73.78m                 |
| 2017                   | Gran Prix Internacional de Argentina de 2017        | Buenos Aires           | 3.º                    | Lanzamiento de jabalina | 71.04m                 |
| 2017                   | Gran Prix Internacional de Paraguay de 2017         | Luque                  | 1.º                    | Lanzamiento de jabalina | 69.81m                 |

## Campeonatos nacionales
| Año  | Competencia                                          | Encuentro | Posición | Disciplina              | Récord |
| ---- | ---------------------------------------------------- | --------- | -------- | ----------------------- | ------ |
| 2003 | FPA Torneo Abierto                                   | Asunción  | 2.º      | Lanzamiento de jabalina | 65.52m |
| 2013 | Campeonato Nacional de Atletismo de Paraguay de 2013 | Asunción  | 1.º      | Lanzamiento de jabalina | 74.49m |
| 2014 | Campeonato Nacional de Atletismo de Paraguay de 2014 | Asunción  | 1.º      | Lanzamiento de jabalina | 75.64m |
| 2015 | FPA Campeonato Nacional de Mayores                   | Asunción  | 1.º      | Lanzamiento de jabalina | 76.00m |
| 2015 | Campeonato Nacional de Atletismo de Paraguay de 2015 | Asunción  | 2.º      | Lanzamiento de jabalina | 75.40m |
| 2016 | Campeonato Nacional de Atletismo de Paraguay de 2016 | Luque     | 1.º      | Lanzamiento de jabalina | 68.98m |
| 2016 | Torneo Sol de América de 2016                        | Asunción  | 1.º      | Lanzamiento de jabalina | 71.76m |
| 2018 | Torneo Sajonia de 2018                               | Asunción  | 1.º      | Lanzamiento de jabalina | 71.55m |

## Mejor marca
- Lanzamiento de jabalina: 79.03m –  Moscú – 15 de agosto de 2013[4]

## Mejores marcas
Perfil de IAAF

### 700g
- 2003 - 65.52
- 2004 - 74.11
- 2005 - 77.21 PB

### 800g
- 2004 - 68.25
- 2005 - 69.32
- 2006 - 76.79
- 2007 - 78.01
- 2008 - 76.55
- 2009 - 77.82
- 2010 - 76.34
- 2011 - 76.92
- 2012 - 75.15
- 2013 - 79.03 PB
- 2014 - 76.09
- 2015 - 77.69
- 2016 - 75.20
- 2017 - 67.51